# Charles Deprez
Pour les articles homonymes, voir Deprez.
Charles Deprez, né le 14 février 1918 à Tours et mort le 4 avril 2011 à Suresnes, est un homme politique français, député et maire de Courbevoie (1959-1995), conseiller général des Hauts-de-Seine.

## Biographie

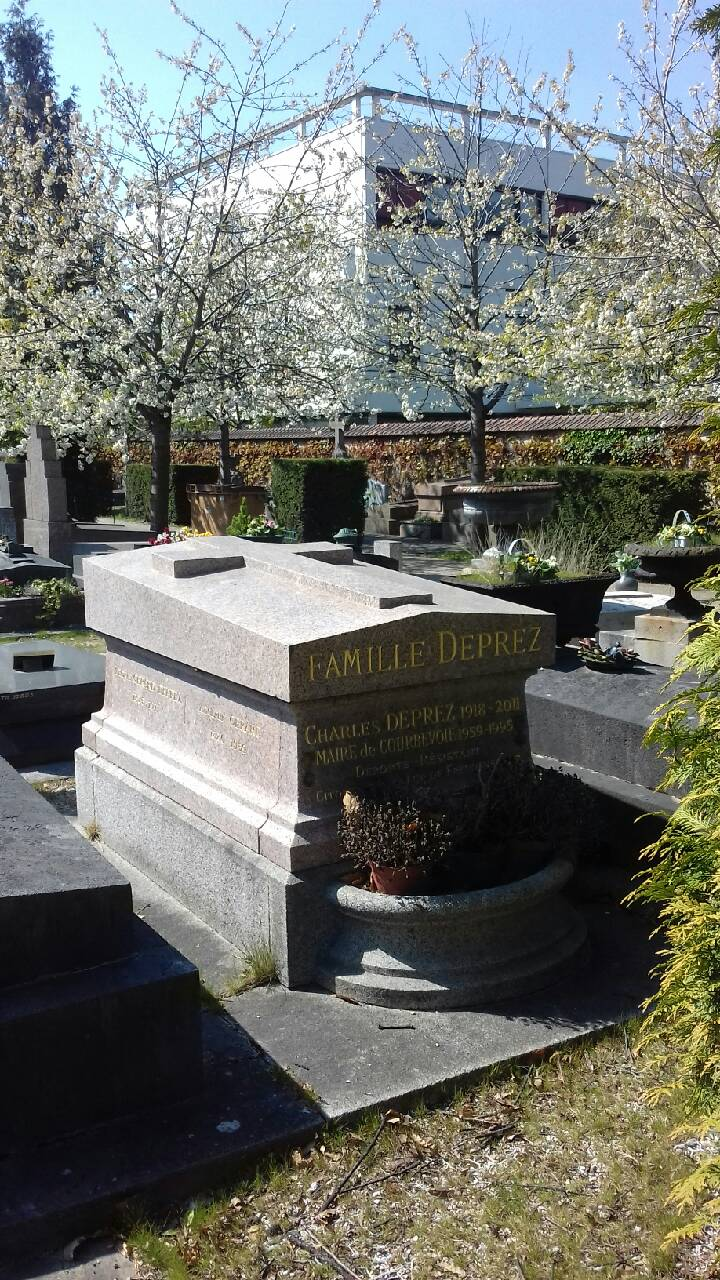
Tombe à Courbevoie.

Fils de Victor Deprez, industriel, et de Léonie Gérard, juriste de formation, gérant de sociétés, résistant pendant la Seconde Guerre mondiale, déporté au Camp de concentration de Dachau de 1941 à 1945, Charles Deprez devient maire de Courbevoie en 1959. Il participe à la mutation de l'ancien centre industriel de Courbevoie en une ville moderne qui accueille aujourd'hui une partie du centre d'affaires parisien La Défense. Il quitte la mairie en 1995, à la fin de son sixième mandat.
Il est député des Hauts-de-Seine de 1967 à 1988, sous les couleurs des Républicains indépendants puis de l'UDF.
Il est père de trois enfants issus de son union avec Mlle Mouez.